# Deutsche Tourenwagen Masters
Pour les articles homonymes, voir DTM.
Le Deutsche Tourenwagen Masters (DTM) (autrefois appelé Deutsche Tourenwagen Meisterschaft) est un championnat allemand de voitures de tourisme.

## Historique

### Avant la renaissance(1984 - 1996)
Considéré comme le successeur du Deutsche Rennsport Meisterschaft, le Deutsche Tourenwagen Meisterschaft, né dans les années 1980, connut rapidement un vif succès tant au niveau du public que des sponsors. En Allemagne, sa popularité dépasse alors de loin celle de la Formule 1. Le succès du DTM, fait de voitures au look agressif et de courses en peloton spectaculaires a progressivement débordé des frontières de l'Allemagne. Au milieu des années 1990, avec l'aval de la FIA, le DTM s'est internationalisé pour devenir l'ITC (International Touring Championship). Mais l'explosion des coûts consécutive à cette internationalisation provoqua la disparition du championnat à la fin de la saison 1996.

### Réapparition et popularisation du DTM(2000 - 2012)
Le DTM renaît de ses cendres en 2000 sous l'impulsion des constructeurs Opel et Mercedes, ce championnat est remporté par Bernd Schneider sur Mercedes. Puis, en 2002, Audi fait son entrée dans la compétition.
Le DTM accueille un grand nombre de pilotes de renom, qu'il s'agisse d'anciens ténors de la Formule 1 comme Jean Alesi, Heinz-Harald Frentzen, Mika Häkkinen, David Coulthard ou de stars de l'Endurance telles Rinaldo Capello, Allan McNish ou encore Tom Kristensen.
En 2005, trois marques se sont disputé la victoire : Audi (8 voitures), Mercedes (8 voitures), Opel (4 voitures). La marque MG Rover devait s'engager cette saison mais n'est jamais apparue en raison de sa faillite en 2005. Puis de 2006 à 2011, il ne reste que deux marques seulement après le départ d'Opel.
Les saisons 2010 et 2011 ne voient aucune évolution dans les modèles utilisés alors que les modèles Audi A4 DTM et Mercedes Classe C DTM évoluaient tous les ans auparavant. Il faut attendre 2012 et un nouveau règlement pour retrouver une nouvelle dynamique qui se traduit par le retour de BMW et sa BMW M3 DTM alors qu'Audi lance une nouvelle Audi A5 DTM et que Mercedes revoit sa Classe C DTM.

### Nouvelle réglementation(depuis 2012)
Alors que le championnat commence à s’essouffler, le DTM retrouve une nouvelle dynamique en adoptant un nouveau règlement sportif et technique. Après de longues années avec deux constructeurs depuis le départ d'Opel au terme de la saison 2005, le DTM retrouve un troisième constructeur : BMW, faisant suite à son retrait en Formule 1. Le championnat retrouve un nombre important de spectateurs et les nombreuses batailles se jouent au dixième de seconde en qualifications, mais aussi en course, grâce à la présence de trois constructeurs.
La popularité remonte en flèche les saisons suivantes, avec des affluences importantes pouvant atteindre les 80 000 spectateurs lors d'un week-end de courses.
De 2012 à 2014, les constructeurs changent leur voiture : Mercedes passe à la C-Coupé en 2012, Audi passe à la RS5 en 2013, et BMW passe à la BMW M4 en 2014. Pour la saison 2015, les organisateurs du championnat décident de changer le format des week-ends de course, en revenant au système de deux courses par manche, abandonné en 2002.

## Représentation des constructeurs
| Constructeur  | 2000       | 2001       | 2002       | 2003       | 2004     | 2005     | 2006     | 2007     | 2008     | 2009     | 2010     | 2011     | 2012           | 2013           | 2014           | 2015           | 2016           | 2017           | 2018           | 2019      | 2020      |
| ------------- | ---------- | ---------- | ---------- | ---------- | -------- | -------- | -------- | -------- | -------- | -------- | -------- | -------- | -------------- | -------------- | -------------- | -------------- | -------------- | -------------- | -------------- | --------- | --------- |
| Aston Martin  |            |            |            |            |          |          |          |          |          |          |          |          |                |                |                |                |                |                |                | Vantage   |           |
| Audi          | TT         | TT         | TT         | TT         | A4       | A4       | A4       | A4       | A4       | A4       | A4       | A4       | A5             | RS5            | RS5            | RS5            | RS5            | RS5            | RS5            | RS5 Turbo | RS5 Turbo |
| BMW           |            |            |            |            |          |          |          |          |          |          |          |          | M3             | M3             | M4             | M4             | M4             | M4             | M4             | M4 Turbo  | M4 Turbo  |
| Mercedes-Benz | Classe CLK | Classe CLK | Classe CLK | Classe CLK | Classe C | Classe C | Classe C | Classe C | Classe C | Classe C | Classe C | Classe C | Classe C-Coupé | Classe C-Coupé | Classe C-Coupé | Classe C-Coupé | Classe C-Coupé | Classe C-Coupé | Classe C-Coupé |           |           |
| Opel          | Astra      | Astra      | Astra      | Astra      | Vectra   | Vectra   |          |          |          |          |          |          |                |                |                |                |                |                |                |           |           |

## Palmarès et records

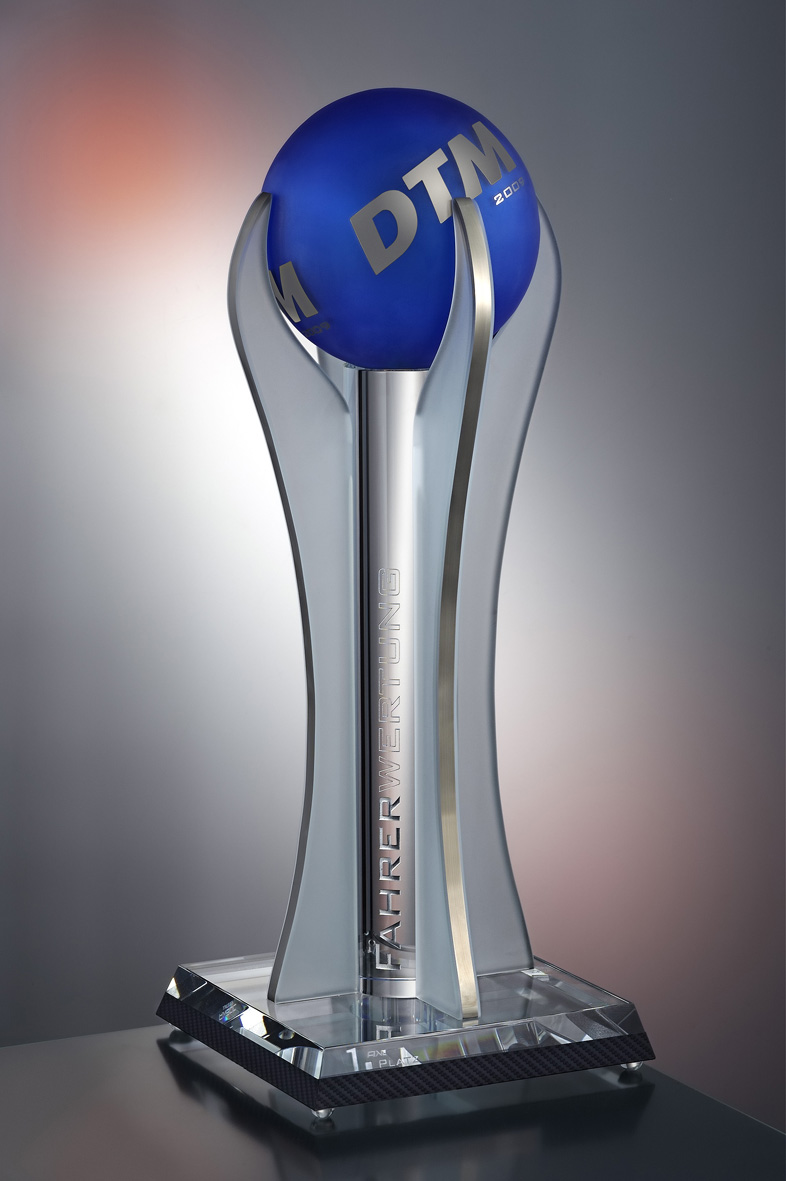
Trophée du DTM.

### Palmarès
| Saison      | Champion pilote       | Champion pilote                           | Champion pilote                    | Champion Constructeur |
| Saison      | Nom                   | Voiture                                   | Équipe                             | Champion Constructeur |
| ----------- | --------------------- | ----------------------------------------- | ---------------------------------- | --------------------- |
| 1984        | Volker Strycek        | BMW 635 CSi                               | Rennteam Gubin                     | BMW                   |
| 1985        | Per Stureson          | Volvo 240 Turbo                           | IPS Motorsport                     | BMW                   |
| 1986        | Kurt Thiim            | Rover Vitesse                             | ATM Motorsport                     | BMW                   |
| 1987        | Eric van de Poele     | BMW M3                                    | Zakspeed                           | BMW                   |
| 1988        | Klaus Ludwig          | Ford Sierra RS500                         | Ford Grab Motorsport               | BMW                   |
| 1989        | Roberto Ravaglia      | BMW M3                                    | BMW M Team Schnitzer               | BMW                   |
| 1990        | Hans-Joachim Stuck    | Audi V8 quattro DTM                       | Schmidt Motorsport Technik         | BMW                   |
| 1991        | Frank Biela           | Audi V8 quattro DTM                       | Audi Zentrum Reutlingen            | Mercedes-Benz         |
| 1992        | Klaus Ludwig          | Mercedes-Benz 190E 2.5-16 Evo 2           | AMG Mercedes                       | Mercedes-Benz         |
| 1993        | Nicola Larini         | Alfa Romeo 155 V6 Ti                      | Alfa Corse                         | Alfa Romeo            |
| 1994        | Klaus Ludwig (3)      | Mercedes-Benz Classe C AMG DTM            | AMG Mercedes                       | Mercedes-Benz         |
| 1995        | Bernd Schneider       | Mercedes-Benz Classe C AMG DTM            | AMG Mercedes (3)                   | Mercedes-Benz         |
| 1996        | Manuel Reuter         | Opel Calibra V6 4×4                       | Opel Team Joest                    | Opel                  |
| 1997 - 1999 | Interruption          | Interruption                              | Interruption                       | Interruption          |
| 2000        | Bernd Schneider       | Mercedes-Benz CLK DTM (en)                | HWA                                | Mercedes-Benz         |
| 2001        | Bernd Schneider       | Mercedes-Benz CLK DTM                     | HWA                                | Mercedes-Benz         |
| 2002        | Laurent Aiello        | Abt-Audi TT-R                             | Abt Sportsline                     | Mercedes-Benz         |
| 2003        | Bernd Schneider       | Mercedes-Benz CLK DTM                     | HWA                                | Mercedes-Benz         |
| 2004        | Mattias Ekström       | Audi A4 DTM                               | Audi Sport Team Abt Sportsline     | Audi                  |
| 2005        | Gary Paffett          | Mercedes-Benz AMG C-Class DTM (W203) (en) | HWA                                | Mercedes-Benz         |
| 2006        | Bernd Schneider (5)   | Mercedes-Benz AMG C-Class DTM (W203)      | HWA                                | Mercedes-Benz         |
| 2007        | Mattias Ekström (2)   | Audi A4 DTM                               | Audi Sport Team Abt Sportsline     | Audi                  |
| 2008        | Timo Scheider         | Audi A4 DTM                               | Audi Sport Team Abt Sportsline     | Mercedes-Benz         |
| 2009        | Timo Scheider (2)     | Audi A4 DTM                               | Audi Sport Team Abt Sportsline (5) | Mercedes-Benz         |
| 2010        | Paul Di Resta         | Mercedes-Benz AMG C-Class DTM (W204) (en) | HWA                                | Mercedes-Benz         |
| 2011        | Martin Tomczyk        | Audi A4 DTM                               | Team Phoenix                       | Audi                  |
| 2012        | Bruno Spengler        | BMW M3 DTM                                | BMW Team Schnitzer (2)             | BMW                   |
| 2013        | Mike Rockenfeller     | Audi RS5 DTM                              | Phoenix Racing (2)                 | BMW                   |
| 2014        | Marco Wittmann        | BMW M4 DTM                                | BMW Team RMG                       | Audi                  |
| 2015        | Pascal Wehrlein       | Mercedes-AMG C 63 DTM (en)                | Gooix/Original-Teile Mercedes-AMG  | BMW (10)              |
| 2016        | Marco Wittmann (2)    | BMW M4 DTM                                | BMW Team RMG (2)                   | Audi                  |
| 2017        | René Rast             | Audi RS5 DTM                              | Audi Sport Team Rosberg            | Audi                  |
| 2018        | Gary Paffett (2)      | Mercedes-AMG C 63 DTM                     | HWA (7)                            | Mercedes-Benz         |
| 2019        | René Rast (2)         | Audi RS5 Turbo DTM 2019                   | Audi Sport Team Rosberg            | Audi                  |
| 2020        | René Rast (3)         | Audi RS5 Turbo DTM 2019 (12)              | Audi Sport Team Rosberg (3)        | Audi                  |
| 2021        | Maximilian Götz       | Mercedes-AMG GT3 Evo (12)                 | Mercedes-AMG Team HRT              | Mercedes-AMG          |
| 2022        | Sheldon van der Linde | BMW M4 GT3 (7)                            | Schubert Motorsport                | Audi (9)              |
| 2023        | Thomas Preining       | Porsche 911 GT3 R                         | Manthey EMA                        | Porsche               |
| 2024        | Mirko Bortolotti      | Lamborghini Huracán GT3 Evo2              | SSR Performance                    | Mercedes-AMG (16)     |
| 2025        |                       |                                           |                                    |                       |

### Records

#### Pilote
Bernd Schneider est le pilote ayant remporté le plus de fois le championnat DTM (cinq fois en comptant son titre en 1995 en Deutsche Tourenwagen Meisterschaft). Klaus Ludwig a remporté à trois reprises l'ancienne formule du DTM.
Vingt-cinq pilotes ont été sacrés champions en DTM depuis la création du championnat :
| Nombre | Pilote                | Année(s)                           |
| ------ | --------------------- | ---------------------------------- |
| 5      | Bernd Schneider       | - 1995 - 2000 - 2001 - 2003 - 2006 |
| 3      | Klaus Ludwig          | - 1988 - 1992 - 1994               |
| 3      | René Rast             | - 2017 - 2019 - 2020               |
| 2      | Mattias Ekström       | - 2004 - 2007                      |
| 2      | Timo Scheider         | - 2008 - 2009                      |
| 2      | Marco Wittmann        | - 2014 - 2016                      |
| 2      | Gary Paffett          | - 2005 - 2018                      |
| 1      | Volker Strycek        | 1984                               |
| 1      | Per Stureson          | 1985                               |
| 1      | Kurt Thiim            | 1986                               |
| 1      | Eric van de Poele     | 1987                               |
| 1      | Roberto Ravaglia      | 1989                               |
| 1      | Hans-Joachim Stuck    | 1990                               |
| 1      | Frank Biela           | 1991                               |
| 1      | Nicola Larini         | 1993                               |
| 1      | Manuel Reuter         | 1996                               |
| 1      | Laurent Aiello        | 2002                               |
| 1      | Paul Di Resta         | 2010                               |
| 1      | Martin Tomczyk        | 2011                               |
| 1      | Bruno Spengler        | 2012                               |
| 1      | Mike Rockenfeller     | 2013                               |
| 1      | Pascal Wehrlein       | 2015                               |
| 1      | Maximilian Götz       | 2021                               |
| 1      | Sheldon van der Linde | 2022                               |
| 1      | Thomas Preining       | 2023                               |

#### Constructeur
| Nombre | Constructeur | Année(s)                                                                                                 |
| ------ | ------------ | --- |
| 15     | Mercedes     | - 1991 - 1992 - 1994 - 1995 - 2000 - 2001 - 2002 - 2003 - 2005 - 2006 - 2008 - 2009 - 2010 - 2018 - 2021 |
| 10     | BMW          | - 1984 - 1985 - 1986 - 1987 - 1988 - 1989 - 1990 - 2012 - 2013 - 2015                                    |
| 9      | Audi         | - 2004 - 2007 - 2011 - 2014 - 2016 - 2017 - 2019 - 2020 - 2022                                           |
| 1      | Alfa Romeo   | 1993 |
| 1      | Opel         | 1996 |
| 1      | Porsche      | 2023 |

## Culture populaire
Dans les années 1980, le DTM devient rapidement un championnat populaire. Sa réputation grandit au fur et à mesure des saisons, mais en 1996, à la suite de l'internationalisation du championnat, le nombre de spectateurs baisse, les coûts sont trop élevés et le championnat s'arrête.
Dans les années 2000, le championnat ressuscite, attirant rapidement les spectateurs allemands. Le DTM dépasse les frontières germaniques, grâce à l'exportation du championnat dans d'autres pays (Pays-Bas, Autriche, Grande-Bretagne...).
Dans les années 2010, alors que la popularité du championnat stagne, elle retrouve une nouvelle dynamique à la suite de l'arrivée de BMW. Il a ainsi été observé une affluence de 80 000 spectateurs lors d'un week-end de courses.
En 2015, le championnat sert de cadre à l'épisode Hors Course de la saison 37 d'Alerte Cobra.

## Médias
Le site officiel du DTM diffuse en direct, et propose des rediffusions, les qualifications et les courses du championnat.